# 하이난섬 상륙 전역
하이난섬 상륙 전역은 중국 인민해방군을 주축으로 중화인민공화국이 중화민국으로부터 하이난섬(海南島)을 빼앗기 위해 일으킨 전역이다.
1949년 4월 23일 중국 공산당은 중화민국의 수도 난징을 점령하고 그 해 12월 27일 중화민국 정부의 대륙 최후 거점인 청두(成都)마저 점령하여 국공 내전에서 유리한 고지를 점하였으나, 중국 국민당은 1950년 초까지 본토 해안과 여러 섬에서 저항을 계속하였다. 특히 하이난섬은 국민정부군의 최종 집결지로 정해져 광둥성, 광시 성, 쓰촨성 등지에서 퇴각한 병력이 집결하였다. 1949년 10월 1일 중국 공산당에 의해 중화인민공화국이 건국되었지만, 1950년 3월까지도 하이난섬은 중화민국의 통제 아래 있었다.
1950년 3월 5일 인민해방군이 상륙하자 국부군은 막심한 피해에도 불구하고 저항하였으나, 결국 그 해 5월 1일 중국 인민해방군이 섬 전체를 장악했다. 국부군 병력의 패배 원인으로는 이미 하이난 내부 산지에 수많은 공산군 유격대가 활동하고 있었으며 이들이 전투 중 국부군의 후방을 유린한 것, 그동안 대륙에서의 잇달은 패전으로 사기가 떨어진 점 등이 있었다. 전투 중 살아남은 국부군 병력은 타이완으로 이동했다.

## 같이 보기
- 국공 내전